# Splicéosome mineur
Le splicéosome mineur est un complexe ribonucléoprotéique qui catalyse l'enlèvement d'une classe atypique d'introns (dits de type-U12) à des ARN pré-messagers d'eucaryotes comme des plantes, des insectes, des vertébrés et certains champignons (Rhizopus oryzae). Ce processus est appelé épissage non canonique, par opposition à l'épissage canonique de type-U2 qui est réalisé par le splicéosome majeur. Les introns de type-U12 représentent moins de 1 % de l'ensemble des introns dans les cellules humaines. Cependant, ils se retrouvent dans l'exécution de fonctions essentielles de gènes cellulaires.

## Début de preuves

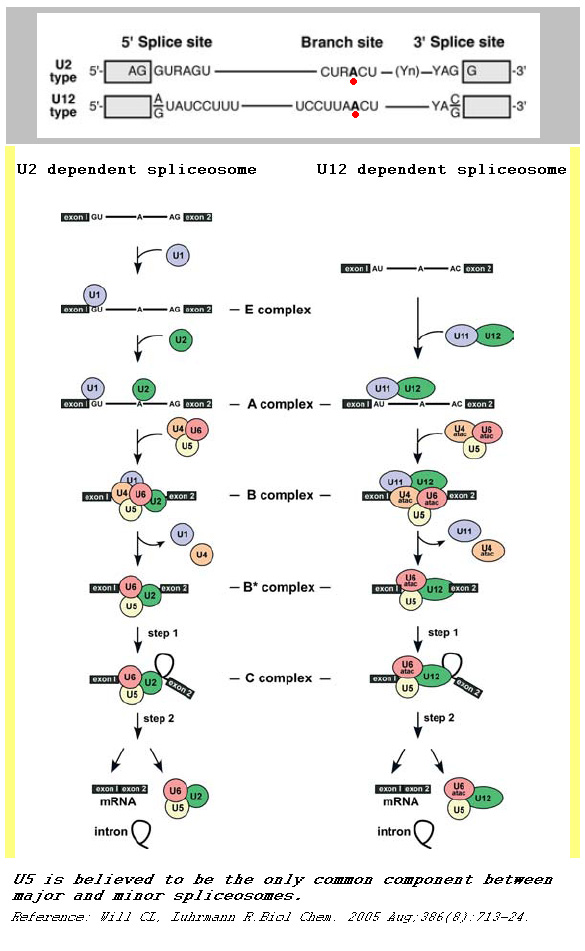
Comparaison entre les mécanismes d'épissages majeur et mineur

Les introns des cellules eucaryotes ont un niveau relativement élevé de conservation de la séquence primaire des sites d'épissage en 5' et 3' dans une grande gamme d'organismes.
Entre 1989 et 1991, plusieurs groupes ont fait état de quatre exemples indépendants d'introns avec des sites d'épissage qui différaient de ceux déjà connus :
- gène de la protéine de la matrice du cartilage (CMP/MATN1) chez l'humain et le poulet ;
- gène humain de la protéine P120 (NOL1) ;
- gène REP3 de la souris, vraisemblablement impliqué dans la réparation de l'ADN ;
- gène de Drosophila melanogaster qui code une protéine prospero homéobox.

En 1991, en comparant les séquences d'intron du P120 et gènes CMP, IJ Jackson a signalé l'existence des séquences communes ATATCC (5') et YYCAC (3') dans les sites d'épissage des introns. On pouvait en conclure à l'existence d'un second mécanisme possible d'épissage.
En 1994, S.L. Hall et R.A. Padgett ont comparé la séquence primaire des quatre gènes mentionnés ci-dessus. Les résultats suggéraient un nouveau type d'introns avec la séquence ATATCCTT au niveau des sites d'épissage 5', la séquence YCCAC en 3' et un site d'épissage TCCTTAAC presque invariant près de l'extrémité 3' des introns (appelé élément amont 3'). Les recherches de petites séquences d'ARN nucléaires complémentaires à ces sites d'épissage, ont suggéré que l'U12 ARNsn (fixation à la séquence 3') et U11 ARNsn (fixation à la séquence 5') comme étant des facteurs présumés impliqués dans l'épissage de ce nouveau type d'introns.